# Muzeum moderního a současného umění v Nusantara
Muzeum moderního a současného umění v Nusantara nebo také Museum MACAN je muzeum umění, které se nachází v podoblasti Kebon Jeruk v Jakartě v Indonésii. Muzeum je prvním v Indonésii, které má sbírku nejen moderního a současného indonéského umění, ale také mezinárodního umění. Jeho podlahová plocha je 7 107 metrů čtverečních s výstavní plochou asi 4 000 metrů čtverečních. Muzeum je na seznamu 100 nejlepších míst světa 2018, který byl vydán časopisem Time. Muzeum MACAN bylo otevřeno v listopadu 2017.

## Umělecká díla
Muzeum zobrazuje přibližně 90 děl ze sbírky, která zahrnuje celkem 800 moderních indonéských a také současných uměleckých děl z celého světa, včetně „Infinity Mirrored Room“ od japonského umělce Yayoi Kusamy.

### Obrazy
V muzeu se nachází kolekce obrazů, jako například:
- Great Criticism: Coca-Cola, Wang Guangyi
- Baguio Market, Fernando C. Amasolo
- Peta Bali dengan Mata Angin, Miguel Covarrubias
- Wipe Out #1, FX Harsono
- China China, Zhu Wei
- Lanskap Hindia, Raden Saleh
- Kantor Pos Jawa, Raden Saleh
- Swallow's Nest, Yayoi Kusama
- Thought and Method, Xu Bing[8]

### Umění performance a instalace
Současné a moderní umění vystavené v muzeu Macan se neomezuje pouze na obrazy, ale zahrnuje také současné styly, které využívají různá média, techniky, a instalační umění.
Některé z představeních a instalačních umění, která byla v muzeu:
- Umění se točí, svět se točí, zkoumání sbírky muzea Macan
- Sedm příběhů, Lee Mingwei
- Jeden milion let, na Kawara
- Minulost nepominula, Arahmaiani
- Život srdce Rainbow, Yayoi Kusama
- Dunia Dalam Berita